# تصيين

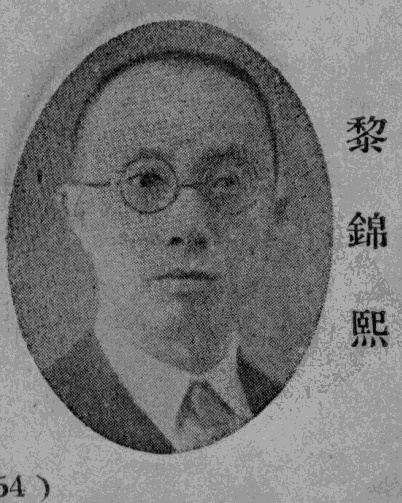

الصيننة أو التصين أو إضفاء الطابع اليصيني وتعرف باللغة الإنجليزية ب (Sinicization أو sinification أو sinonization) وهي عملية تأثير الثقافة الصينية تحديدا ثقافة الصينيين الهان ولغتهم وقواعد سلوكهم الإجتماعية وهويتهم الإثنية على المجمعات غير الصينية.
يشمل نطاق التأثير الغذاء والكتابة والصناعة والتعليم واللغة والمفردات والقانون والطراز المعماري والسياسة والفلسفة والديانة والعلوم والتكنولوجيا ومنظزمة القيم وأسلوب الحياة. وعلى نطاق أوسع قد تدل الصيننة على سياسات الغزو الثقافي/الفكري أو سياسة الإدماج أو الإستعمار الثقافي المفروض من قبل الصين على المجتمعات الشرق آسيوية المجاورة والأقليات الإثنية في الصين والدليل على عملية الصيننة ينعكس في تاريخ كوريا واليابان والفيتنام إذ تبنوا نظام الكتابة الصيني الذي طالما كان السمة الموحدة في دول ومناطق التأثير الصيني وكوسيلة لتصدير الثقافة الصينية إلى هذه الدول الآسيوية.

## الاندماج
سياسة الاندماج أو الإدماج هي سياسة وطنية تهدف لتقوية الهوية الصينية (Zhonghua minzu) بين الشعب ويعتقد مؤيدو الاندماج انه يساعد على تطوير قيم مشتركة والإحساس بالفخر كون الفرد مواطناً للبلد وإحترام وتقبل الإختلافات الثقافية بين المواطنين الصينيين، بينما يرى معارضوها انها تدمر التعددية الإثنية والتعددية اللغوية والتعددية الثقافية.
مماثلاً لأمريكا الشمالية حيث كان يوجد ما يقارب 300 لغة أمريكية أصلية ومجموعة إثنية مختلفة، يوجد في الصين 292 لغة غير اللغة الصينية القياسية (الماندراين) وتتحدث بها الشعوب الأصلية في الإقليم، كما يوجد أيضاً عدد من لغات المهاجرين كالخميرية والبرتغالية والإنجليزية وإلخ.

## أمثلة تاريخية
الشعوب الأسترونيزية
قبل التصين كانت الشعوب الأصلية غير الصينية لجنوب الصين اللتي يسميها الصينيون إجمالاً بالباييو تسكن الخط الساحلي الصيني من أقصى الشمال إبتداءاً من نهر اليانغتسي إنتهاءاً بخليج تونكين أقصى الجنوب، وأظهر تحليل الحمض النووي لرفاة إنسان ترددات عالية من الهابلوغروب O1 في  ثقافة اليانغتشو وترتبط هذه الثقافة بالشعوب الأسترونيزية الحديثة.
يعتقد أن ثقافة ليانغتشو كانت موطن أسلاف الشعوب الأسترونيزية الأولى قبل إنتشارهم إلى تايوان وجنوب شرق آسيا ومع الزمن أدى إنتشار الصينيين الهان بإتجاه الجنوب إلى تصين معظم شعوب الباييو التي بقيت في جنوب الصين سواء في وادي اليانغتسي أو في المناطق الساحلية من مصب اليانغتسي إلى خليج تونكين وبات المتبقون ممن لم  يتصينوا كليا يعرفون رسميا بالأقليات العرقية لجمهورية الصين الشعبية.
الشعوب التركية
أحفاد الإيغور اللذين هاجروا إلى مقاطعة تاويوان، هونان، تعرضوا للإدماج بشكل كبير في شعب الهان والهوي الصينيين ويمارسون العادات الصينية ويتحدثون بلهجات متنوعة من اللغة الصينية كلغة أم.
هان وجين وفترة الممالك الستة عشر
من سلالة الهان المتأخرة إلى سلالة جين المبكرة (265_420), قامت أعداد كبيرة من الشعوب غير الصينية التي تعيش على طول الحد الشمالي للصين بالإستيطان في شمال الصين وكان بعض هؤلاء المهاجرين، كالشيونغنو وشيانبي رعاة رحل من السهوب الشمالية وآخرون مثل دي وتشيانغ كانوا مزارعين ورعاة من جبال غرب سيتشوان في جنوب غرب الصين وعاشوا كمهاجرين بين العرقية الصينية وكانوا قد تصينوا إلى درجات مختلفة وعمل العديد منهم كعمال مزارع، بينما حصل البعض على مناصب رسمية في المحكمة والجيش.
العديد من المجموعات القبلية في الشمال والشمال الغربي التي تم تجنيدها في الجيش بأعداد كبيرة إستغلت الفوضى للإستيلاء على السلطة من قبل أمراء حرب صينيين محليين. خلال فترة الممالك الثلاث، بادر تساو ساو ببدء سياسة توطين الشيونغنو الرحل بعيدا عن الحد الذي يقع بالقرب من تاييوان في مقاطعة شانشي الحالية، حيث تقل احتمالية تمردهم وعلى إثرها ترك الشيونغنو حياة البداوة وتم تعليم النخب منهم بالثقافة الصينية الكونفوشيوسية الأدبية، وساهم المهاجرون الصينيون الشماليون إلى الجنوب بتكوين الصين كإمبراطورية متعددة الأعراق.
السلالات الشمالية والجنوبية
السلالات الشمالية والجنوبية كانت فترة في التاريخ الصيني والتي استمرت من 386 إلى 589 بعد العصر المضطرب من فترة الممالك الستة عشر وبالرغم انه كان زمن نشوب حرب أهلية، إلا أنه كان زمن الفنون والثقافة المزدهرة والتقدم في التكنولوجيا وانتشار البوذية الماهايانا والطاوية ولقد شهدت الفترة هجرة واسعة النطاق للصينيين الهان إلى الأراضي الواقعة جنوب نهر اليانغتسي. وصلت الفترة إلى نهاية  بتوحيد كل الصين على يد الإمبراطور وين من سلالة سوي وخلال هذه الفترة، تسارعت عملية الصيننة بين الوافدين من غير الهان في الشمال وبين السكان الأصليين في الجنوب كما ترافقت هذه العملية أيضًا مع زيادة شعبية البوذية (التي دخلت الصين في القرن الأول) والطاوية في كل من شمال وجنوب الصين.
سلالة تانغ
أثناء القرنين الثامن والتاسع في عهد سلالة  تانغ، انتقل الجنود الصينيون الذكور إلى قويتشو (التي كانت تُعرف سابقًا بالأحرف اللاتينية باسم Kweichow) وتزوجوا من نساء أصليات غير صينيات وبات يعرف أحفادهم ب لاو-هان-جين  (صيني الأصل) على نقيد الصينيين الجدد الذين إستعمروا قويتشو في أوقات لاحقة واستمروا بالحديث بلهجة قديمة حتى عام 1929. وينحدر العديد من المهاجرين إلى قويتشو من الجنود في الحاميات الذين تزوجوا من نساء غير صينيات.
سلالة يوان
عينت سلالة يوان المغولية مسلماً من بخارى يدعى السيد الأجل عمر شمس الدين حاكماُ على يونان بعد احتلال مملكة دالي البايية. عرف السيد الأجل عمر شمس الدين بمساعدته صيننة مقاطعة يونان، وكان الترويج للإسلام وللكونفوشية وللبوذية جزء من مهمته الحضارية على الشعوب غير الهان الصينية في يونان والتي إعتبرها «متخلفة وبربرية».
كما أنشأ مدينة تشونغجينغ تشنغ ذات «الطابع الصيني» فيما بات يعرف اليوم بمدينة كونمينغ وأمر ببناية معبد بوذي ومسجدين ومعبد كونفوشيوسي في المدينة ولقد كان المعبد الكونفوشيوسي الذي بني عام  1274 وأستخدم كمدرسة أيضا أول معبد كونفوشيوسي يبنى في يونان.
على هذا النحو كان السيد الأجل أول من يدخل التعليم والطقوس والتقاليد الكونفوشيوسية إلى يونان، بما في ذلك الهياكل الاجتماعية وطقوس الجنازة وعادات الزواج الصينية، وواصل بناء العديد من المعابد الكونفوشيوسية طوال فترة حكمه.
تم تدريس الطقوس الكونفوشيوسية للطلاب في المدارس المنشأة حديثا من قبل علماء سيشوانيين، وتعلم أبناء يونان الأصليين من على يد السيد الأجل الإحتفالات الكونفوشيوسية مثل حفلات الزفاف والتوفيق للزواج والجنائز وعبادة الأسلاف والخضوع واستبدل أيضاً القادة الأصليين ملابسهم «البربرية» بملابس أعطيت إليهم من قبل السيد الأجل، وأشيد به وصفوه بأنه جعل من  «إنسان الغاب وطيور النهس، أحادي القرن وعنقاء وتم استبدال لبادتم وفراءهم بالعباءات والقبعات». هي هونغزو، المشرف الإقليمي للدراسات الكونفوشيوسية.
كان السيد الأجل أول من جلب الإسلام إلى يونان ولذلك يعود فضل وجود الإسلام في يونان إليه، وقد دون كل من ماركو بولو ورشيد الدين الوطواط أن يونان كانت مكتظة بالمسلمين خلال حكم سلالة اليوان وذكر رشيد اسم مدينة جميع سكانها من المسلمين ب «المدينة العظيمة ياتشي» ويعتقد بأن ياتشي هي مدينة دالي (Ta-li), التي إحتوت على الكثير من مسلمي الهوي، ثم أصبح ناصر الدين ابن السيد الأجل حاكم يونان بعد وفاته عام 1279.
كتبت المؤرخة جاكلين أرميجو حسين عن سياسات السيد الأجل لفرض الكونفوشيوسية والصيننة في أبحاث عدة، بما في ذلك في أطروحتها «السيد الأجل شمس الدين: مسلم من آسيا الوسطى، يخدم المغول في الصين، ويجلب» الحضارة «إلى يونان»(1997), وفي «أصول التعليم الكونفوشيوسي والإسلامي في جنوب غرب الصين: يونان في فترة يوان» (بلا تاريخ), و «صيننة وفرض الكونفوشيوسية في التأريخ الصيني والغربي لمسلم من بخارى يخدم تحت حكم المغول في الصين».(1989)
سلالة مينغ
خلال غزوا المينغ ليونان، توزج الجنود الذين إستقروا بها الكثير من النساء الأصليات.
سلالة تشينغ
كان حكام سلالة تشينغ من عرقية المانشو التي تبنت قواعد تقويض السماء لتبرير حكمهم وأكدت النظرة التاريخية «الأرثوذكسية» على قدرة الصينيين الهان على أن «يصينوا» غزاتهم، على الرغم من أن أبحاث الحديثة مثل التي في مدرسة تاريخ تشينغ الجديدة كشفت أن حكام المانشو كانوا أذكياء جدا في تلاعبهم برعاياهم، ومن ثلاثينيات القرن السابع عشر وحتى القرن الثامن عشر على الأقل طور الأباطرة إحساسًا بهوية المانشو واستخدموا نماذج آسيا الوسطى للحكم بقدر تلك الكونفوشيوسية. مع ذلك يوجد دليل على الصيننة، على سبيل المثال كان لدى المانشو أسلوبهم الخاص بالتسمية الذي يختلف عن أسلوب الصينيين الهان ولكنهم بالنهاية تبنوا ممارسات التسمية المتعلقة بالصينيين الهان.
كانت تتألف أسماء المانشو من أكثر من مقطعين لفظيين إثنين من المقاطع اللفظية للأسماء الصينية وعندما يتم نسخها صوتيًا إلى اللغة الصينية لم يكن لها أي معنى على الإطلاق، وكانت معاني الأسماء التي استخدمها المانشو مختلفة أيضاً عن معاني الصينيين الهان، واستخدموا الأرقام كأسماء شخصية.
في نهاية المطاف، سمت العائلة المالكة (ايسين جورو) أولادها بأسماء صينية منفصلة عن أسماء المانشو وبل اعتمدوا الممارسات الصينية لأسماء الأجيال بالرغم أن استخدامها كان غير متسق ومليئ بالأخطاء وبالنهاية لم يعدوا يستخدمون أسماء من المانشو.
كذلك غيرت عشيرة النيوهورو من المانشو إسمها إلى لانج والتي تبدو مثل «ذئب» في اللغة الصينية وتعني كلمة نيوهورو الذئب في المانشو وبذالك تكون الترجمة قد كونت.
على الرغم ان المانشو إستبدلوا أساميهم بأسماء صينية، إتبع رجال الرايات الثامانية المانشوية أسلوبهم التقليدي بتسمية إسمهم الأول عند التعريف عن أنفسهم، بينما كان الصينييون الهان يستخدمون إسمهم الأخير والأول في الأسلوب الصيني العادي، وقد كان استخدام الاسم الأخير شاعاُ عند الصينيين الهان في حين كان غير تقليدي بالنسبة للمانشو.
سلالة نغوين (الفيتنام)
قام الإمبراطور الفيتنامي من سلالة النغوين مينه مانج بتصيين الأقليات العرقية مثل الكمبوديين والشامس وسكان الجبال (montagnards)(مونتاجنارد)و إدعى توريث الكونفوشيوسية وسلالة هان الصينية للفيتنام ووجه سياساته على الخميريين وقبائل التلال، كما صرح قائلا أنه«يجب علينا أن نأمل أن تتبدد عاداتهم البربرية لاشعورياً وأن ينعدوا يشكل يومي أكثر من ذي قبل بعادات الهان [الصينية الفيتنامية].» علاوة على ذلك، كان يستدخدم مصطلح هان (漢人) للدلالة على الفيتناميين، كما استعمل الاسم ترونج كويك (中國, نفس أحرف الهانزي كال«صين») للدلالة على الفيتنام، وبالمثل أشار اللورد نغوين فوك تشو إلى الفيتناميين على أنهم شعب الهان في عام 1712 عند التفريق بين الفيتناميين والشامس وتم تبني اللباس الصيني من قبل الفيتناميين تحت حكم سلالة نغوين.

## أمثلة حديثة
الكومينتانغ
إنتهج الكومينتانغ سياسة صيننة والتي وصفها مراقبون أجانب ب«الوقت الذي حان لبدء العمل على جعل جميع السكان الأصليين إما صينيين أو فليغادروا» ولوحظ أن «الإستعمار الصيني» ل«منشوريا ومنغوليا»  أدى إلى إستنتاج «الإيمان بأن أيام البربريين قد إنتهت أخيراً».
زمرة ما
أنشأ جنرال هوي المسلم ما فوشيانغ مجموعة إدماجية وشجع إندماج المسلمين في المجتمع الصيني  وكان ما فوشيانغ إدماجي شديد التحمس وقال أنه يجب على الهوي أن تدمج بهان.
سنجان (شينجيانغ)
حكمت الفرقة 36 لمسلمي الهوي (الجيش الثوري الوطني) المنطقة الجنوبية من تركستان الشرقية (التي سمتها الحكومة الصينية شينجيانغ) في 1934-1937 وكانت الإدارة التي تم إنشاؤها ذات طبيعة استعمارية حيث استوردت طهاة وحمامات من الهان، وغيرت أسماء ولافتات الشوارع التي كانت سابقاً حصرا باللغة الأويغورية إلى اللغة الصينية كما قام الهوي بتحويل أنماط السجاد من الأويغوري إلى الهاني في مصانع السجاد المملوكة للدولة.
و تعد المراقبة الصارمة والاعتقالات الجماعية للأويغور في معسكرات إعادة التعليم في شينجيانغ جزء من سياسة الصيننة المستمرة للحزب الشيوعي الصيني، وتشير التقديرات منذ عام 2015 إلى أنه تم احتجاز أكثر من مليون من الأويغور في هذه المعسكرات، وتم إنشاء المعسكرات تحت إدارة الأمين العام شي جين بينغ بهدف رئيسي وهو ضمان الالتزام بالإيديولوجية الوطنية، كما إتهم منتقدوا المعاملة الصينية للايغور الحكومة الصينية بنشر سياسة الصيننة في شينجيانغ في القرن الحادي والعشرين، ووصفوها بأنها إبادة ثقافية أوعرقية للأويغور.
تايوان
بعد سيطرة جمهورية الصين على تايوان في عام 1945 ونقل عاصمتها إلى تايبيه في عام 1949, كانت نية شيانج كاي شيك هي العودة في النهاية إلى ما يعرف بالبر الرئيسي الصيني أو الصين القارية واستعادة السيطرة عليها وإعتقد شيانج أنه لإستعادتها سيكون من الضروري إعادة صيننة سكان تايوان الذين خضعوا للإدماج تحت الحكم الياباني وتضمنت الأمثلة على هذه السياسة إعادة تسمية الشوارع بأسماء جغرافية من الصين القارية واستخدام الغة القياسية الصينية (الماندرين) في المدارس والعقوبات على استخدام لغات إقليمية أخرى (مثل الفانغيان وهاكا وهوكين) وتعليم الطلاب تبجيل الأخلاق التقليدية وتنمية القومية الصينية الشاملة والنظر إلى تايوان من منظور الصين. وقد كانت الأسباب الأخرى لهذه السياسة من أجل مكافحة التأثيرات اليابانية التي حدثت في الخمسين عامًا الماضية على الثقافة التايوانية وللمساعدة في توحيد المهاجرين الجدد من الصين القارية الذين قدموا إلى تايوان مع حزب الكومينتانغ الذين كان لديهم توجه ليكونوا أكثر ولاء للمدينة أو للبلد أو للمقاطعة من الصين كأمة.
عملية إعادة تأكيد الهوية غير الصينية، كما هو الحال مع المجموعات العرقية في تايوان، تعرف أحيانا باسم نزع الطابع الصيني (نزع الصيننة) وهي قضية في عدد من الحركات مثل حركة استقلال تايوان وحركات توطين تايوان.
التبت
صيننة التبت هو؛ تغير المجتمع التبتي إلى المعايير الصينية الهانية عن طريق دعاية الدولة وحضور الشرطة والإدماج الثقافي والاضطهاد الديني و الهجرة ونقل السكان وتطوير ونقل الأراضي والإصلاح السياسي. وقد كان ساريًا منذ الغزو الصيني للتبت في عام 1951. كما تحولت أضاً المهرجانات التبتية التقليدية إلى «منصة للدعاية والمسرح السياسي» حيث «يُمنع موظفو الحكومة والمتقاعدون من ممارسة الأنشطة الدينية ويحظر على العاملين الحكوميين والطلاب في المدارس التبتية زيارة الأديرة المحلية», ومع استمرار طرد الرهبان والراهبات من الأديرة وتدمير دير لارونج جار أكبر مؤسسة بوذية في التبت، قال رئيس الإدارة المركزية التبتية لوبسانغ سانجاي «للأسف ما يحدث هو أن الحكومة الصينية تعيد إحياء شيء يشبه الثورة الثقافية في التبت».
باكستان
لقد تم إضفاء الطابع الصيني في باكستان عبر الممر الاقتصادي الصيني الباكستاني الذي يرحب بالمستوطنين الصينيين من البر الرئيسي بالإضافة إلى الترويج لأسلوب الحياة الصيني.
الدين
في أبريل 2016 , أعلن الأمين العام للحزب الشيوعي الصيني شي جين بينغ أنه من أجل «التوجيه الفعال لتكيف الأديان مع المجتمع الاشتراكي فإن المهمة المهمة هي دعم استمرار ديانات الصين في اتجاه الصيننة».
وكرر لاحقًا هذه الخطة أمام المؤتمر التاسع عشر للحزب الشيوعي قائلاً: «سننفذ السياسة الأساسية للحزب بشأن الشؤون الدينية بالكاملة ونصر على إضفاء الطابع الصيني على الأديان الصينية ونقدم توجيهًا فعالًا للدين والاشتراكية للتعايش.»
البروتستانتية
وصفت الحركة الوطنية الثلاثية للكنائس البروتستانتية في الصين تمرد الملاكمين والحركة المناهضة للمسيحية في 1922-1927 بأنها محاولات مبكرة لإضفاء الطابع الصيني على المسيحية.
نظمت الحركة الوطنية الثلاثة للكنائس البروتستانتية والمجلس المسيحي الصيني في 4-6 أغسطس من العام 2014 مؤتمرًا في شنغهاي لإحياء ذكرى الحركة الوطنية الثلاث للكنائس البروتستانتية وتضمن هذا المؤتمر ندوة حول صيننة المسيحية وقال فو شيانوي رئيس الحركة الوطنية الثلاثة للكنائس البروتستانتية: «ستستمر الكنائس في الصين في إكتشاف إضفاء الطابع الصيني على المسيحية [و] ضمان تجذر المسيحية في تربة الثقافة الصينية والعرق والمجتمع الصيني... لتعزيز إضفاء الطابع الصيني على المسيحية، ستحتاج الكنائس إلى التوجيه والدعم من الوكالات الحكومية المسؤولة عن الشؤون الدينية».
في عام 2019 تعهد رئيس الحركة الوطنية الثلاثة للكنائس البروتستانتية شو شياوهونغ، بإزالة أي "بصمة" غربية من العقيدة الصينية قائلاً: "يجب أن نعترف بأن الكنائس الصينية تكنى ب" الصين " وليس ب" الغرب ". و "بغض النظر عن مقدار الجهد أو الوقت الذي يستغرقه الأمر، فإن قرارنا في التمسك بصيننة البروتستانتية لن يتغير أبدًا ولن يتراجع تصميمنا على سلوك الطريق الذي يتكيف مع المجتمع الاشتراكي".
الكاثوليكية
في ديسمبر 2016 أعاد المؤتمر الوطني التاسع للممثلين الكاثوليكيين الصينيين التأكيد على خطتهم للرابطة الصينية الكاثوليكية الوطنية لدعم مبدأ الاستقلال والحكم الذاتي إلى جانب تعزيز الصيننة.
في آذار (مارس) 2018 قال المطران بول غالاغر وزير العلاقات مع الدول التي في أمانة دولة الكرسي الرسولي، إن «تعبيرين أو بشكل أكثر دقة مبدأين يبرزان ينبغي أن يتفاعل كل منهما مع الآخر، وهما» الصيننة «و» الإنثقاف«و إنني على يقين من أن تحديًا فكريًا ورعويًا هامًا ينشأ بطريقة شبه طبيعية من الجمع بين هذين المصطلحين مما يشير إلى رؤيتين حقيقيتين للعالم».
في يونيو عام 2018 , أصدر مؤتمر الأساقفة للكنيسة الكاثوليكية في الصين والجمعية الوطنية الكاثوليكية الصينية «خطة على مدى خمسة سنوات لمواصلة تمسك الكنيسة الكاثوليكية بتوجيه الصيننة في بلادنا». وتضمنت هذه الوثيقة أحكامًا تحظر العبادة خارج الهياكل المعينة للكنيسة والأوقات التي تسمح بها الحكومة فضلاً عن مشاركة القواصر الذين تقل أعمارهم عن 18 عامًا في أي خدمات دينية وباشرت الكنائس في مقاطعة خبي وأبرشية ييبين في مقاطعة سيتشوان بعقد ندوات تدريبية على الفور.
الإسلام
في عام 2015 أثار الزعيم الأعلى شي جين بينغ لأول مرة مسألة «صيننة الإسلام» ثم في عام 2018 صدر توجيه سري يأمر المسؤولين المحليين بـ «منع الإسلام من التدخل في الحياة العلمانية ووظائف الدولة».
و قال يانغ فامينغ زعيم الرابطة الإسلامية في الصين في خطاب ألقاه عام 2018: «يجب أن نسمح بتغلغل الثقافة الصينية التقليدية في الإسلام وحراسة الوطن الروحي للشعب الصيني بشكل مشترك». وشجع الخصائص الصينية على التواجد في الاحتفال الديني والثقافة والعمارة.

## في الثقافة الشعبية
في بعض أشكال الخيال وبسبب الدولة الشيوعية في الصين، يتم نزع السوفييتية عن الشخصيات ذات الطابع سوفيتي وتبدل لتصبح صينية لتلائم العصر الحديث (ما بعد الحرب الباردة).
النسخة الأصلية من طبعة إعادة Red Dawn لعام 2012 صورت غزوًا صينيًا قبل أن تسرب معلومات إلى جلوبال تايمز، مما أثار جدلاً في الصين وهددت أن يتم بثه في البلاد (تم تغيير الغزاة إلى كوريين شماليين).
في عام 2006 صدرت أول نسخة صينية منCrimson Dynamo و Abomination من شركة  Marvel comics وأصبحوا أعضاء من  The Liberatorsفي the ultimates 2.